# Ганс Герт
Ганс Герт (нім. Hans Goerth) — німецький льотчик-ас, віцефлюгмайстер кайзерліхмаріне (вересень 1918).

## Біографія
Учасник Першої світової війни. У другій половині 1918 року літав у складі 3-ї морської польової винищувальної ескадрильї.
Всього за час бойових дій здобув 7 перемог. Третьою перемогою Герта був літак лейтанантів Лайонела Ешфілда, кавалера хреста «За видатні льотні заслуги», і Моріса Інгліша. Лайонел Ешфілд на момент своєї загибелі був досвідченим пілотом-бомбардувальником, на рахунку якого понад 60 виконаних бойових завдань, близько 20 повітряних боїв і 7 збитих літаків.

## Нагороди
- Залізний хрест 2-го і 1-го класу